# South Bend (Waszyngton)
South Bend – miasto (city), ośrodek administracyjny hrabstwa Pacific, w południowo-zachodniej części stanu Waszyngton, w Stanach Zjednoczonych, położone nad rzeką Willapa. W 2010 roku miasto liczyło 1637 mieszkańców.
Pierwszymi osadnikami byli bracia Riddell, który zbudowali w 1869 roku tartak. Oficjalne założenie miasta miało miejsce w 1890 roku.
Nazwa miasta nawiązuje do jego położenia w zakolu rzeki Willapa, która płynąc w kierunku południowo-zachodnim, odbija w tym miejscu na północ.